# Ladies First (Chor)

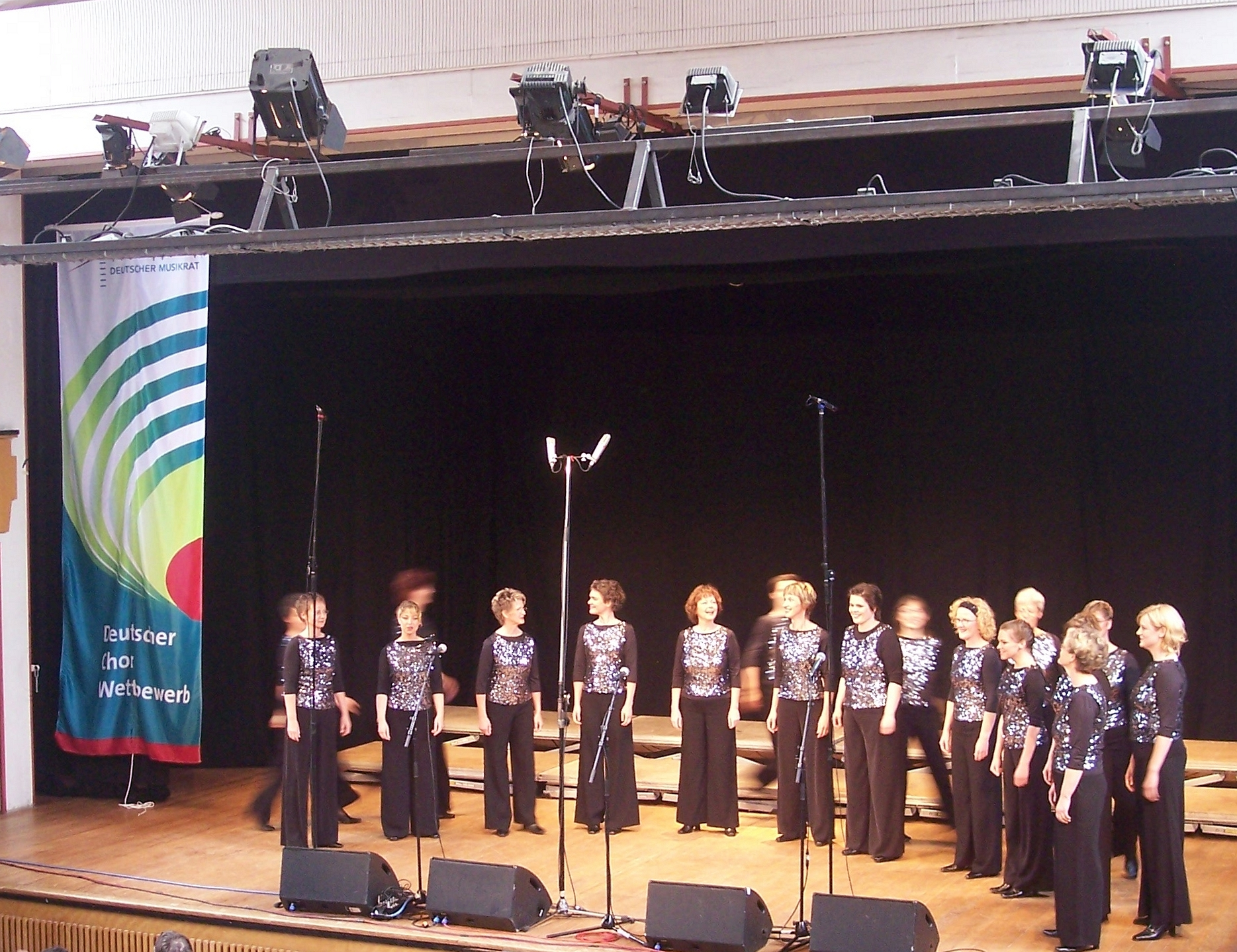
Ladies First beim Wertungssingen des Deutschen Chorwettbewerbs 2006 in Kiel

Ladies First sind ein etwa 40 Frauen starker Barbershop-Chor in Dortmund.
Sie verschreiben sich dem Harmonie-orientierten vierstimmigen Gesangsstil der US-amerikanischen Südstaaten, dem Barbershop, singen jedoch auch deutsche Stücke und vor allem Jazz.
Die Ladies wurden mehrfach Chor Champion bei den Barbershop in Germany-Conventions (BinG), so in den Jahren 1993, 1994, 1996, 1998, 2000, 2002, 2008, 2010, 2012 und 2014.
Der Musical Director (MD, Chorleiter) der Ladies ist der langjährige Bass-Sänger der früheren Quartette Phönix, Ruhrpott-Company und Cadillac, Manfred Adams. Er war zugleich langjähriger Vorsitzender des Verbandes BinG! (Barbershop in Germany) in den 1990ern und von 2004 bis 2016.
Ladies First wurden 2003 auch Deutscher Meister in der Kategorie Jazz des Deutschen Sängerbundes.
Sie haben insgesamt drei CDs veröffentlicht, die dritte erschien im Jahr 2015.
Aus den Reihen der Chormitglieder gingen mehrere, zumeist recht erfolgreiche Quartette hervor. Aktuell ist das u. a. das Quartett der vier Stimmführerinnen Summer & the Good Vibes. Das erfolgreichste Quartett war die Formation Splash, die auf der BinG–Convention 1998 und 2002 Quartett Champion wurde.